# Bakary Sanyang
Bakary K. Sanyang (* 20. Jahrhundert) ist ein gambischer Verwaltungsbeamter und ist seit April 2020 Ombudsmann Gambias.

## Leben
Sanyang verfügt seit 1978  Berufserfahrung im öffentlichen Dienst Gambias, in denen er vom Einkommenssteuerbeamten bis zum Generalkommissar der Gambia Revenue Authority (GRA) aufstieg. Er diente auch als Einkommenssteuerberater unter der Kommission der Westafrikanische Wirtschaftsgemeinschaft.
Am 8. Januar 2018 wurde Sanyang von der Regierung Adama Barrow zum Gouverneur der West Coast Region (WCR) ernannt, er ersetzt Ebrima Mballow, der zum Minister des Innern berufen wurde.
Präsident Barrow hat Sanyang zum Ombudsmann vorgeschlagen, Ende Mai 2020 hat die Nationalversammlung sein Vorschlag zugestimmt. Die erste Wahl des Präsidenten im Dezember 2019 für den Ombudsmann, Babucarr Suwareh, wurde von den der Nationalversammlung zuvor abgelehnt. Die Nationalversammlung stimmte nur zu, wenn Sanyang vom Amt des Gouverneurs zurücktreten werde, dies tat er dann auch am 7. April 2020. Sein bisheriger Stellvertreter, Musa Suso, übernahm vorübergehend die Amtsgeschäfte. Als Nachfolger wurde Lamin Sanneh ernannt.